# Brahmaea
Brahmaea là một chi bướm đêm thuộc họ Brahmaeidae.

## Các loài
- Brahmaea ardjoeno (Kalis, 1934)
- Brahmaea certhia (Fabricius, 1793)
- Brahmaea hearseyi (White, 1862) (=Brahmophthalma hearseyi)
- Brahmaea japonica (Butler, 1873)
- Brahmaea ledereri (Rogenhofer, 1873)
- Brahmaea litserra H.L. Hao, X.R. Zhang & J.K. Yang, 2002
- Brahmaea tancrei (Austaut, 1896)
- Brahmaea wallichii (Gray, 1831) (=Brahmaea conchifera, =Bombyx wallichii, =Brahmophthalma wallichii)

## Hình ảnh

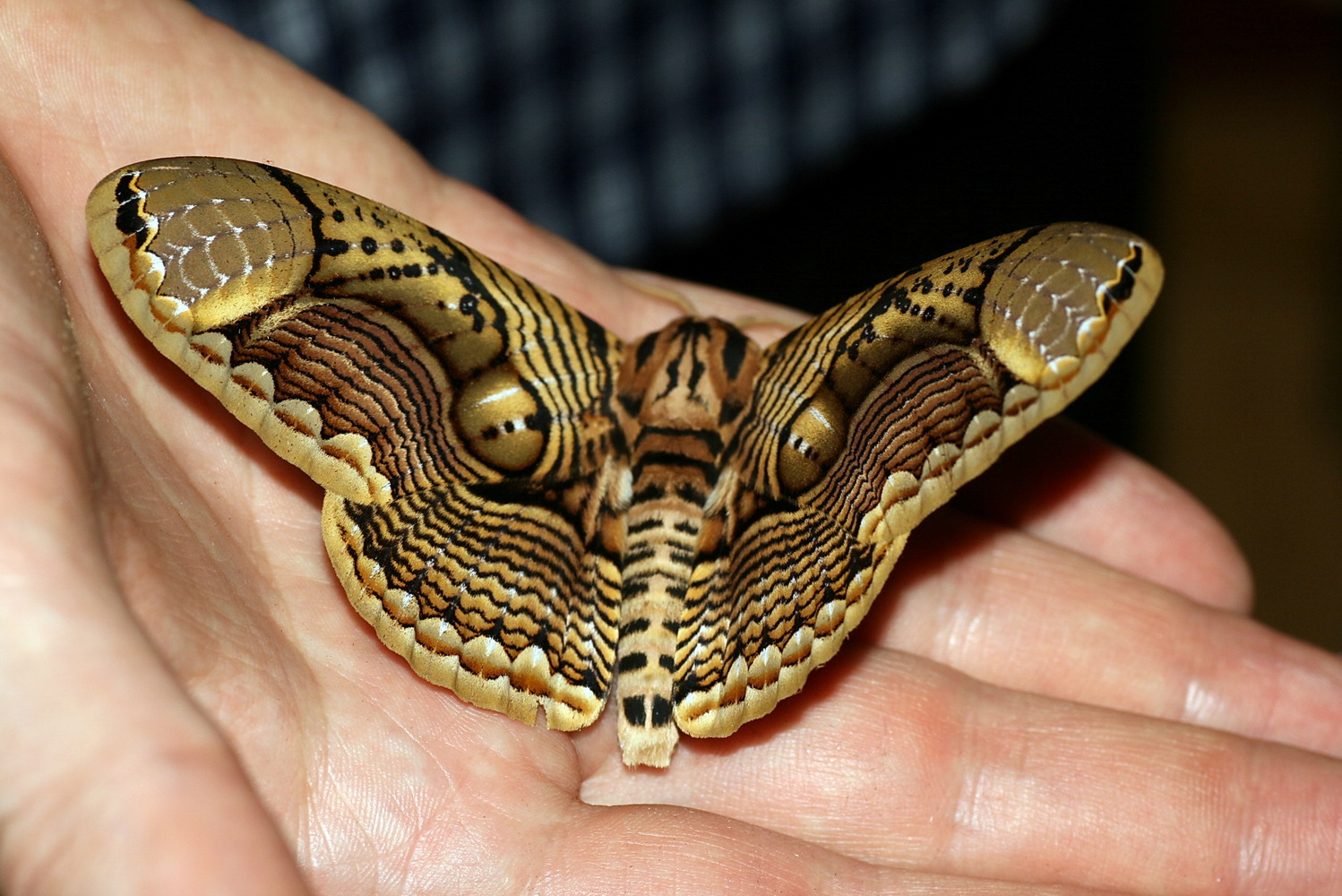